# Onduleur hybride

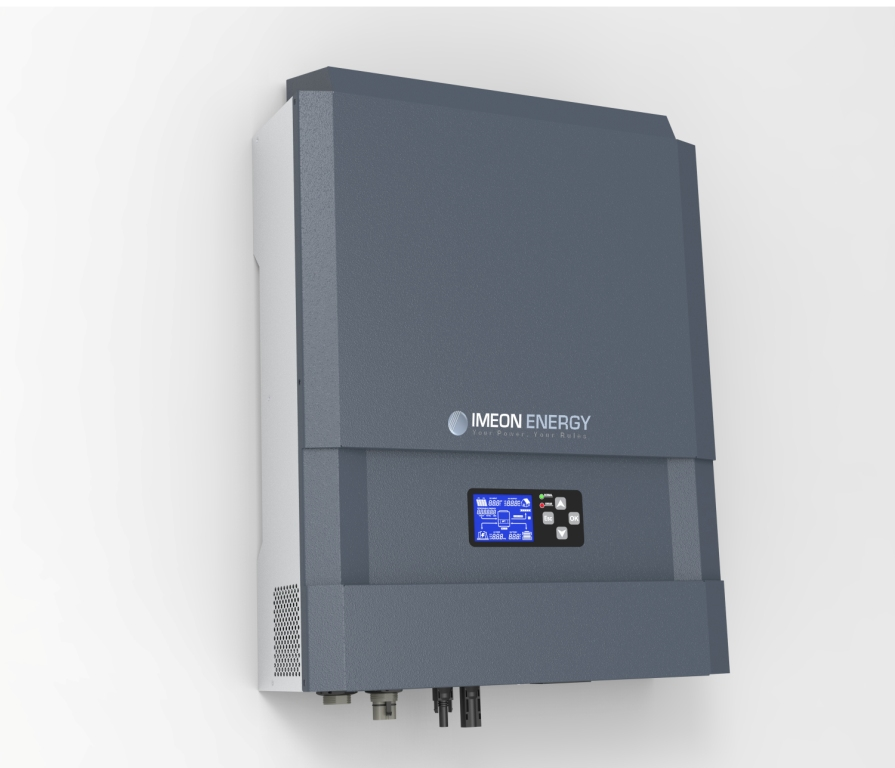
Boîtier onduleur hybride

Un onduleur hybride ou onduleur intelligent est un type d'onduleur adapté aux applications utilisant les énergies renouvelables pour l'autoconsommation, en particulier pour les installations solaires photovoltaïques. L'électricité provenant des panneaux solaires photovoltaïques est produite uniquement pendant la journée, atteignant un pic de production aux alentours de midi. Cette électricité est donc fluctuante et non synchronisée avec la consommation des habitations. Pour pallier ce phénomène et ajuster l'offre et la demande d'électricité, l'énergie peut être stockée, en ce qui concerne l'offre, ou la demande adaptée au moyen d'un réseau électrique intelligent, en ce qui concerne la consommation.
Grâce au développement des systèmes utilisant les énergies renouvelables et à la hausse des tarifs de l'électricité, des entreprises privées et laboratoires de recherches ont développé des onduleurs intelligents, qui, alliés à un système de stockage, sont capables de mettre en corrélation production et consommation,.

## Principe
Un onduleur hybride permet d'orienter l'énergie produite par un système intermittent. L'énergie peut être envoyée sur le réseau de distribution ou dans un moyen de stockage en fonction de la consommation et de l'état de charge du système de stockage.
Plutôt que de systématiquement stocker l'énergie dans des batteries (avec des pertes importantes > 20%), cette technique ne stocke que si c'est nécessaire : par exemple quand il y a plus de production que de consommation. 
Ce système permet aussi de choisir si l'électricité provenant des panneaux photovoltaïques doit être stockée ou consommée par un appareil piloté grâce à une intelligence interne. 
Ceci est possible grâce à une technique d'addition des différentes sources d'énergie (couplage en phase: technique du on grid ou grid tie) et à la gestion de l'électricité stockée dans des batteries (technologie off grid). Les onduleurs hybrides fonctionnent donc en techniques on grid et off grid, Hybride (les deux en même temps) et backup (alimentation sécurisée en cas de coupure du réseau). D'après Enedis, ces onduleurs intelligents sont l'avenir des installations solaires photovoltaïques dédiées à l'autoconsommation.

## Fonctionnement dans une installation solaire
L'onduleur hybride est généralement installé sur une installation de panneaux solaires en autoconsommation. Ce boîtier permet de stocker l'énergie de façon intelligente. Il permet de stocker l'énergie produite sur le moment pour pouvoir l'utiliser plus tard et de distribuer l'énergie lorsque vous en avez besoin.
Il est souvent composé de trois éléments : 
- un chargeur solaire ou régulateur Maximum Power Point Tracking (MPPT), qui permet de réguler la puissance produite par les panneaux solaires ;
- un inverseur de sources, qui permet de changer la source de l'alimentation (souvent de la batterie au réseau) ;
- un convertisseur DC/AC ou onduleur, qui permet de transformer le courant continu en alternatif.

## Applications

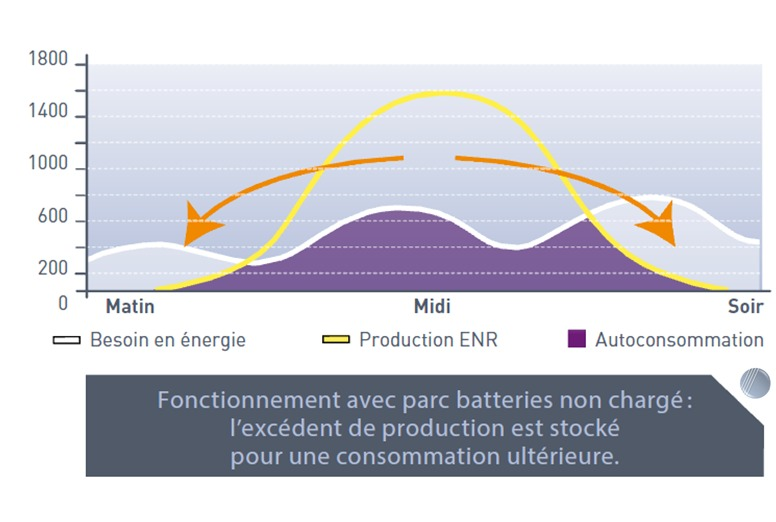
Stockage uniquement de l’excédent d'énergie solaire (pic de midi) pour une utilisation ultérieure

- L'utilisation en mode off grid (hors réseau) avec possibilité de coupler à un groupe électrogène. L'onduleur est alors connecté obligatoirement sur un parc batterie.
- L'utilisation en mode on grid ou grid tie (lié au réseau) avec possibilité de vendre l'énergie ou l’excédent d'énergie. Il y a une nécessité d'avoir la norme de protection et découplage VDE 0126.1
- L'utilisation en mode hybride: Ils fonctionnent donc sur parc batterie mais aussi lié au réseau. C'est la grande spécificité des onduleurs hybrides. Cette double fonctionnalité permet une meilleure gestion de l'énergie (smart grid ou réseau intelligent).
- L'utilisation en mode backup : Il permet d'éviter les coupures liées aux délestage du réseau: l'onduleur hybride bascule d'un mode réseau (On Grid) en hors réseau (Off Grid) au moment de la coupure. Cela permet de stabiliser et d'effacer les coupures du réseau.